# Kim Joo-young
Kim Joo-young (* 26. Januar 1939 in Chinbo, Kyŏngsangbuk-do) ist ein südkoreanischer Schriftsteller.

## Leben
Kim Joo-young wurde am 26. Januar 1939 in Chinbo, Kreis Ch'ŏngsong in der Provinz Nord-Kyŏngsang geboren. Seine Jugend verbrachte er in Armut. Nach dem Willen des Vaters besuchte er die Landwirtschaftliche Oberschule in Taegu, Abteilung Tierproduktion. Sein eigentliches Interesse galt jedoch der Literatur und so begann er, Gedichte zu schreiben. 1960 konnte er schließlich ein zweijähriges Literaturstudium beginnen. Nach der Fachhochschule schlug er jedoch eine Laufbahn ein, die zur Literatur keinerlei Bezug hatte.
1970 konnte er seinen Roman Auf der Sommerjagd in einer Monatszeitschrift für Literatur (Wôlganmunhak) veröffentlichen. Ein Jahr später, im Oktober 1971, erhielt er für den neuen Roman Ruhephase eine Auszeichnung. Er behandelte in diesem Roman zunächst das Leben der Armen und deren gesunde Lebenseinstellung.
Mit der Zeit widmete er sich mehr seinen Kindheitserfahrungen. Der poetischen und sensiblen Sprache wegen findet er bei den Lesern große Resonanz. In Werken wie Der Makler, Donnergrollen, Ein Fischer bricht das Schilfrohr nicht oder Der Stachelrochen bildet der Ort seiner Kindheit stets den Hintergrund seiner Geschichten.
Warum er gern die Heimat als Hintergrund seiner Romane wählt, erklärt er wie folgt: „Wir verbringen in unserer Kindheit seelisch wie körperlich eine sehr reine Zeit. Diese Erfahrungen prägen uns natürlich nachhaltig. Dies ist für einen Literaten schicksalhaft.“
Kim Joo-young veröffentlichte seinen Roman Der Makler zunächst als Fortsetzungsroman in einer Seouler Tageszeitung (Seoul Sinmun). Die Kritik reagierte positiv, da sie in diesem Werk einen neuen Weg zum Geschichtsroman sah. Der Autor recherchierte mehr als zehnmal an demselben Marktflecken, über den er zu schreiben gedachte. Darüber hinaus sammelte er mit Leidenschaft Informationen über sprachliche Besonderheiten und Sitten der Hausierer. Es entstand ein Meisterwerk, in dem Dokumentarisches mit literarischer Imagination im Einklang steht.

## Arbeiten

### Koreanisch

#### Erzählungen
- 여자를 찾습니다Suche nach einer Frau (Seoul: Hanjin, 1975)
- 도둑견습 Die Lehre eines Diebes (Seoul: Pŏmusa, 1990)
- 여자를 찾습니다 Donnergrollen (Seoul: Minŭmsa, 1979)
- 외촌장 기행 Reisebericht über die Märkte der abgelegenen Dörfer (Seoul: Munidang, 2001)

#### Romane
- 아들의 겨울 Der Winter des Sohnes (Seoul: Ch'ŏnyewon, 1981)
- Der Gesetzesbrecher (1-3 Seoul: The Joongang Newspaper (Chungang ilbosa) 1987)
- 고기잡이는 갈대를 꺾지 않는다 Ein Fischer bricht das Schilfrohr nicht (Seoul: Minŭmsa. Co., 1988)
- 화척 Hwachok (Seoul: Munidang, 1991)
- 객주 Der Makler (Seoul: Ch'angjak-kwa pip'yŏngsa, 1992)
- 외설춘향전 Eine andere Gesichte über Chunhyang (Seoul: Minŭmsa, 1994)
- 거인을 찾아서 Auf der Suche nach einem Riesen (Seoul: Yeŭm, 1994)
- 아라리 난장 Arari nanjang 1-3 (Seoul: Munidang, 2000)
- 멸치 Sardellen (Seoul: Maŭm sanch'aek, 2001)
- 홍어 Der Stachelrochen (Seoul: Munidang, 2002)
- 거울 속 여행 Reise im Spiegel (Seoul: Munidang 2001)
- 어린 날의 초상 Kindheitserinnerungen (Kaemi 2003)

### Übersetzungen

#### Deutsch
- Ein Fischer bricht das Schilfrohr nicht (Edition Peperkorn, 2002) ISBN 978-3929181500
- Sardellen (Edition Peperkorn, 2007) ISBN 978-3-92918-1-746
- Der Stachelrochen (Edition Peperkorn, 2001) ISBN 978-3929181340
- Auf der Such nach dem Vogel (in: die horen, Zeitschrift für Literatur, Kunst und Kritik, 41 Jg., 4/96)

#### Englisch
- The Sound of Thunder (Seoul: Sisa yŏngŏsa, 1989)

#### Französisch
- Le pêcheur ne cueille pas de roseaux (Nantes: Éditions du Petit Véhicle, 2000)

#### Spanisch
- El pescador no tala (Lima: Pontificia Universidad Catolica Del Peru, 1996)

## Auszeichnungen
- 2007 – Orden für kulturelle Verdienste (Silber)
- 2007 – Kach'ŏn Hwangkyŏng Literaturpreis in der Kategorie Romane
- 2002 – Kim Tong-ni-Literaturpreis
- 2001 – Lee Mu-yŏng Literaturpreis
- 1998 – Taesan Literaturpreis in der Kategorie Romane
- 1996 – Isan Literaturpreis